# Impregnálás

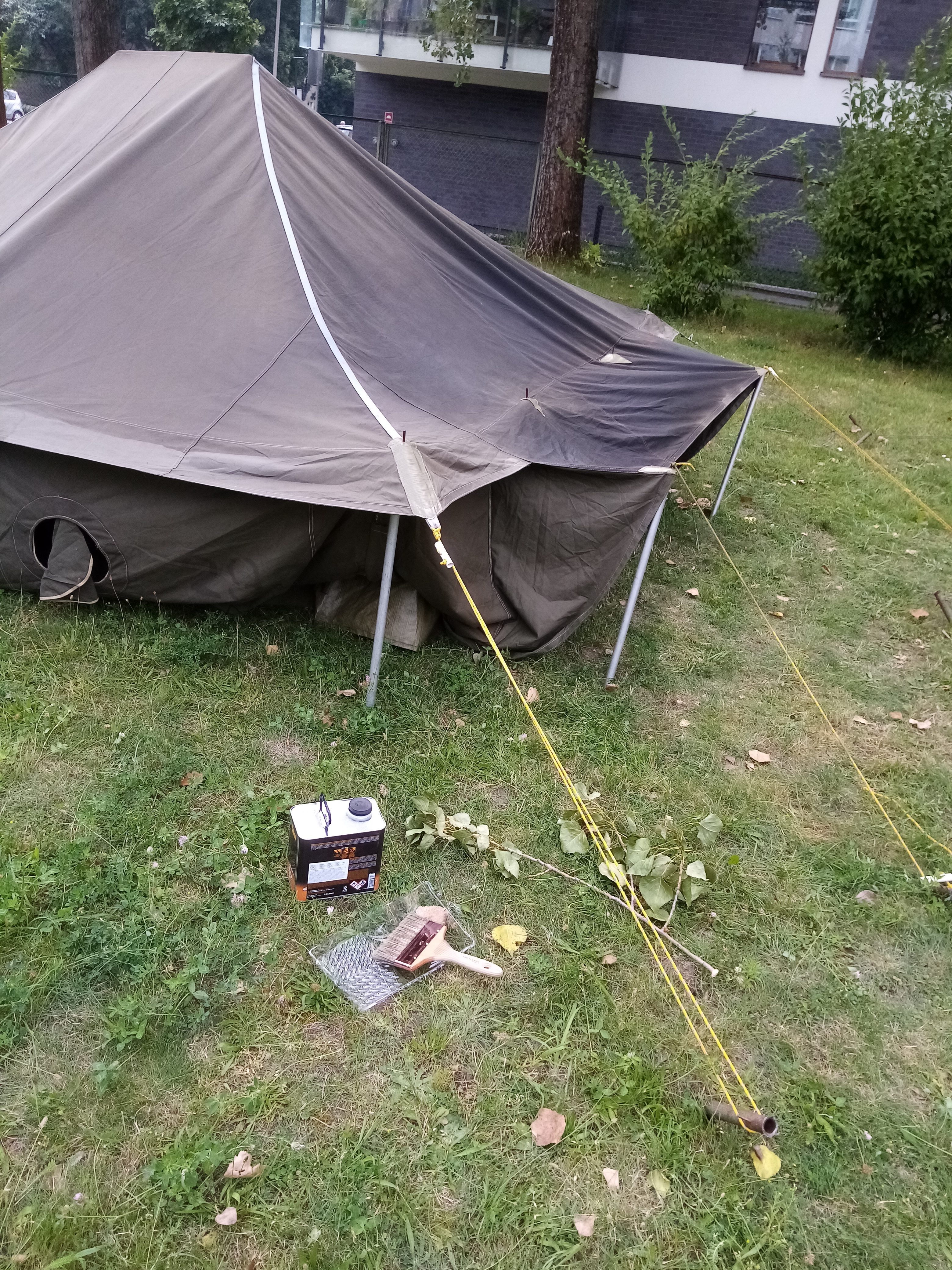
Impregnálás

Az impregnálás egy anyagkezelési művelet. Lényege valamely anyag átitatása egy másik anyaggal, az eredeti anyag valamely tulajdonságának megváltoztatása érdekében.

## Az Uj idők lexikonában
Impregnálás, bizonyos anyagoknak, használati tárgyaknak a kijelölt és kívánatos célnak megfelelő sajátságúvá való átalakítása telítés, átitatás útján; így szoktak fát, bőrt, cipőtalpat, papirost, szövetet, ponyvát, tölténytáskát stb. vízhatlanná, máskor pedig egyes tárgyakat tűzállóvá tenni, illetve a gyúlékonyság csökkentésével lángtalanítani, pl. tetőfedési és tetőszerkezeti faanyagokat, tapétákat, színházi díszleteket és ruhákat. Impregnálással készülnek továbbá bizonyos orvosi kötözőanyagok, gyapot, amelyeket csiraölő vagy vérzés-csillapító szerekkel itatnak át. Az impregnálás célja lehet anyagkonzerválás is, pl. távírópóznák, talpfák telítésénél: erre a karbolsavtartalmú nehéz kátrányolajok igen alkalmasak. Idetartozik a gombásodás, a szúrágás megakadályozását célzó impregnálás is. A vegyiparban, kerámiai gyárakban is szerepe van az impregnálásnak, pl. így készülnek fontos technikai célból bizonyos fajta szűrőprés-kendők, savakkal szemben ellenálló bíró edények, csővezetékek, dugók. Az impregnálásnál számos vegyi anyag jut szerephez: szublimát (ún. Kyanizálás ), fémsóoldatok, vas-, cink-, aluminiumvegyületek, borátok, szulfátok és foszfátok, kloridok, fluoridok, vízüveg, olvasztott paraffin, naftalin, nyerspetroleum, szulfurált olajok és olajemulziók. A karbolineum kedvelt telítőanyag. A fa impregnálsa vagy egyszerű bemázolással, vagy az impregnáló anyagnak a fa pórusaiba valómechanikus bepréselésével történik. A légiháborúban használt gyujtóbombák hatásának ellensúlyozására a légvédelmi intézkedések a házpadlások faanyaga impregnálásának szükségességét vetették fel; erre a célra pl. a Gaittsch-féle impregnálási eljárás alkalmas, ammóniumborátos és szulfátos telítőoldattal.  A vízüveges szerek, a levegő szénsav-tartalma miatt, csupán felületi és időszakos eredmények elérését teszik lehetővé.

## Felhasználási területei
- Ceruza gyártásához faanyag impregnálása
- Építőanyagok impregnálása
- Faanyagnak korhadást gátló anyagokkal való telítése impregnálással
- Gumi impregnálása (Schay Géza)
- Papír impregnálása
- Szövet impregnálása műanyaggal

### Az építőanyagok impregnálása
Az építőanyagok impregnálása egy több évszázados múltra visszatekintő impregnálási eljárás, amelynek célja az építmények állagának az időjárás káros hatásaitól (főleg a nedvességtől)  való megóvása. Az impregnálás következtében az építőanyagok vízlepergetővé válnak. Az impregnálás nem azonos a szigeteléssel, de annak hatásait a vízállóság tekintetében kiteljesíti, fokozza.

#### A nedvesség lehetséges káros hatásai
A teljesség igénye nélkül a csapadék vagy csapódó nedvesség okozta károk az alábbiak lehetnek:
- nedvességfoltok a homlokzaton, a fal átnedvesedése,
- piszkolódás, szennyező lefolyások,
- repedés,
- sókivirágzás,
- mészkimosódás,
- kötőanyag lebomlása, kő szétmállása, revésedés,
- mikroorganizmusok terjedése,
- fagykárok,
- lepattogzások a vakolaton, festésen
- vasbeton szerkezetekben az acél korróziója,
- rossz hőszigetelés (a nedves falú helyiségek fűtése energiaigényesebb a száraz falúakénál).

#### Módszerei
- valamely olajjal, olajszármazékkal történő beeresztés,
- vízzáró bevonat képzése, amely lezárja az építőanyag kapillárisait,
- szilikonos impregnálás alkalmazása.